# Phường Tử
Phường Tử (tiếng Trung: 坊子区, Hán Việt: Phường Tử khu) là một quận của địa cấp thị Duy Phường, tỉnh Sơn Đông, Cộng hòa Nhân dân Trung Hoa. Quận này có diện tích 336 km2, dân số 250.000 người. Mã số bưu chính 261200. Quận Phường Tử được chia thành 1 nhai đạo, 8 trấn.